# Сейфулин, Леонид Владимирович
Леонид Владимирович Сейфулин (6 ноября 1893, Омск — 30 октября 1986, Сидней) — поручик 6-го Сибирского стрелкового полка, герой Первой мировой войны, участник Белого движения.

## Биография
Православный. Из потомственных дворян. Сын генерал-майора Владимира Ивановича Сейфулина.
В 1913 году окончил Хабаровский кадетский корпус и поступил в Александровское военное училище, по окончании ускоренного курса которого 1 октября 1914 года был произведен в подпоручики. В Первую мировую войну состоял в 6-м Сибирском стрелковом полку. Удостоен ордена Св. Георгия 4-й степени.
За то, что 12 февраля 1915 года в бою под гор. Праснышем у д. Бобово, командуя ротой, стремительно атаковал противника в окопах, выбил его из окопов и обратил в бегство, причем захватил один действующий неприятельский пулемет.
Произведен в поручики 10 мая 1916 года. В том же 1916 году в одном из боёв был тяжело ранен.
В Гражданскую войну участвовал в Белом движении на Востоке России. Состоял в Особом стрелковом полку, затем был воспитателем Хабаровского кадетского корпуса, с лета 1921 года — командиром роты из кадет Сибирского и Хабаровского кадетских корпусов, составлявшей личную охрану атамана Г. М. Семёнова. Подполковник.
После окончания гражданской войны эмигрировал в Китай, в 1922 году поселился в Шанхае, активный участник общественной жизни русской военной эмиграции на Дальнем Востоке. В 1923 году — воспитатель Хабаровского кадетского корпуса в Мукдене. Состоял членом пехотной секции Союза служивших в Российских армии и флоте в Шанхае, а также членом Офицерского собрания в Шанхае. Был редактором журналов «Друг инвалида» (1931—1943) и «Кстати» (1939—1944), а также сотрудником журнала «Военная быль». Секретарь Союза военных инвалидов в Шанхае (1931—1949). С приближением войск китайских коммунистов к Шанхаю в 1949 году отказался от репатриации в СССР и был эвакуирован на Филиппины, откуда позднее перебрался в Австралию.
Скончался в 1986 году в Сиднее. Похоронен на Руквудском кладбище.

## Награды
- Орден Святого Георгия 4-й ст. (ВП 18.09.1915)
- Орден Святой Анны 3-й ст. с мечами и бантом (ВП 8.03.1916)
- Орден Святого Станислава 3-й ст. с мечами и бантом (ВП 15.07.1916)
- Орден Святой Анны 4-й ст. с надписью «за храбрость» (ВП 17.01.1917)